# Impatiens mahengeensis
Impatiens mahengeensis är en balsaminväxtart som beskrevs av C.Grey-wilson. Impatiens mahengeensis ingår i släktet balsaminer, och familjen balsaminväxter. Inga underarter finns listade i Catalogue of Life.